# 巴樂固姆 (阿拉巴馬州)
巴樂固姆（英語：Balkum）是一個位於美國阿拉巴馬州亨利縣的非建制地區。該地的面積和人口皆未知。

## 地理
巴樂固姆的座標為31°25′04″N 85°13′39″W / 31.41777°N 85.2275°W，而該地的平均海拔高度為115米（即377英尺）。